# Marie-Louise Coleiro Preca
Marie-Louise Coleiro Preca (Qormi, 7 december 1958) was van 2014 tot 2019 president van Malta.

## Biografie
Marie-Louise Coleiro Preca werd op 7 december 1958 geboren in Qormi, in het centrum van Malta. Ze studeerde Rechten en Humanitaire Studies aan de Universiteit van Malta. Na haar studies sloot ze zich aan bij de Malta Labour Party. Tussen 1982 en 1991 was ze secretaris-generaal van de partij, waarmee ze de eerste vrouw was op die positie in een Maltese politieke partij. In 1998 werd ze verkozen voor de Kamer van volksvertegenwoordigers, waarin ze zou zetelen tot en met 2004. In 2008, na het vertrek van Alfred Sant, stelde Coleiro Preca zich kandidaat voor het partijvoorzitterschap, zonder succes.
In maart 2013 werd Coleiro Preca aangesteld als minister van Familie en Sociale Zaken. In deze functie groeide haar populariteit onder de Maltese bevolking gestaag. In maart 2014 werd ze door premier Joseph Muscat voorgedragen om president te worden. Coleiro Preca aanvaardde de nominatie, en werd op 4 april van dat jaar ingezworen als negende president van Malta. Ze was de jongste president uit de geschiedenis, en de tweede vrouw ooit, na Agatha Barbara tussen 1982 en 1987. In 2019 werd ze opgevolgd door George Vella.